# Luziola subintegra
Luziola subintegra är en gräsart som beskrevs av Jason Richard Swallen. Luziola subintegra ingår i släktet Luziola och familjen gräs. Inga underarter finns listade i Catalogue of Life.